# Абдикаликов Мухамеджан Абдикаликович
Мухамеджан Абдикаликович Абдикаликов (нар. 1 липня 1907, Баян аул (за іншими даними, робітниче селище Спаський) Акмолінського повіту Акмолінської області, тепер Республіка Казахстан — 13 липня 2006, Республіка Казахстан) — радянський діяч, нарком освіти Казахської РСР, заступник голови Ради народних комісарів Казахської РСР, секретар ЦК КП(б) Казахстану з пропаганди і агітації. Член ЦК КП(б) Казахстану (1938—1949), член Бюро ЦК КП(б) Казахстану (1942—1948). Депутат Верховної Ради СРСР 1—2-го скликань (1941—1950).

## Біографія
Народився у великій родині тесляра в Баян аулі. Його батько мав п'ять синів, наймитував у баїв, майстрував «кереге» для юрт. Потім родина переїхала в Акмолінську область, де батько влаштувався на Спаський завод, яким управляли англійці.
Мухамеджан Абдикаликов закінчив заводську школу, з 1925 по 1926 рік навчався в школі фабрично-заводського учнівства при станції Петропавловськ. У 1926—1928 роках — студент Казахського інститут просвіти в місті Кзил-Орді. У 1928—1932 роках — студент природничого відділення педагогічного факультету, а потім історико-економічного відділення Казахського педагогічного інституту в місті Алма-Аті. Обирався секретарем комсомольської організації інституту.
Член ВКП(б) з 1932 року.
У 1932—1933 роках — науковий співробітник Державної (республіканської) публічної бібліотеки, одночасно асистент кафедри політичної економії Казахського педагогічного інституту в Алма-Аті. Впродовж 10 місяців фактично виконував обов'язки директора бібліотеки.
З жовтня 1933 по жовтень 1934 року — інструктор Казакського крайового комітету ВКП(б).
У 1934—1935 роках служив у Червоній армії: курсант полкової школи 10-го мотомеханізованого полку НКВС Узбецької РСР у місті Ташкенті.
З червня по липень 1935 року — інструктор Казахського крайового комітету ВКП(б).
У 1935—1937 роках — завідувач відділу учнівської молоді Казакського крайового комітету ВЛКСМ.
З серпня 1937 по січень 1938 року — інструктор ЦК КП(б) Казахстану.
У 1938 році — завідувач агітаційно-пропагандистського відділу Карагандинського обласного комітету КП(б) Казахстану.
У червні 1938 — 28 березня 1941 року — народний комісар просвіти Казахської РСР.
28 березня 1941 — 1941 року — заступник голови Ради народних комісарів Казахської РСР.
У 1941 — січні 1942 року — голова виконавчого комітету Алма-Атинської міської ради.
24 січня 1942 — 11 березня 1948 року — секретар ЦК КП(б) Казахстану з пропаганди і агітації.
Абдикаликов очолював урядову комісію із створення Академії наук Казахської РСР. Спільно з академіком Панкратовою був відповідальним редактором «Історії Казахської РСР з прадавніх часів до наших днів», що вийшла друком у 1943 році. Невдовзі після виходу з друку цю книгу було розкритиковано, вилучено з усіх бібліотек і знищено.
У листопаді 1947 — травні 1967 року — старший науковий співробітник—редактор сектору із перекладу видань класиків марксизму-ленінізму на казахську мову Інституту історії партії при ЦК КП Казахстану.
З травня 1967 року — персональний пенсіонер союзного значення в місті Алма-Аті (Алмати).

## Нагороди
- два ордени Трудового Червоного Прапора (5.11.1940, 1947)
- орден Вітчизняної війни 1-го ступеня (1945)
- орден Отан (Республіка Казахстан) (2005)
- медалі
- Почесний громадянин міста Алма-Ати (1966)